# Sonate K. 163
La sonate K. 163 (F.113/L.63) en mi majeur est une œuvre pour clavier du compositeur italien Domenico Scarlatti.

## Présentation
La sonate K. 163, en mi majeur, notée Allegro, est la seconde sonate d'un couple avec un Andante de même tonalité.
Les triolets de doubles (à partir de la mesure 17) sont notés très légèrement, différemment à Parme :

## Manuscrits
Le manuscrit principal est le numéro 16 du volume I (Ms. 9772) de Venise (1752), copié pour Maria Barbara ; les autres sont Parme I 16 (Ms. A. G. 31406), Münster (D-MÜp) IV 27 (Sant Hs 3967) et Vienne B 27 (VII 28011 B).

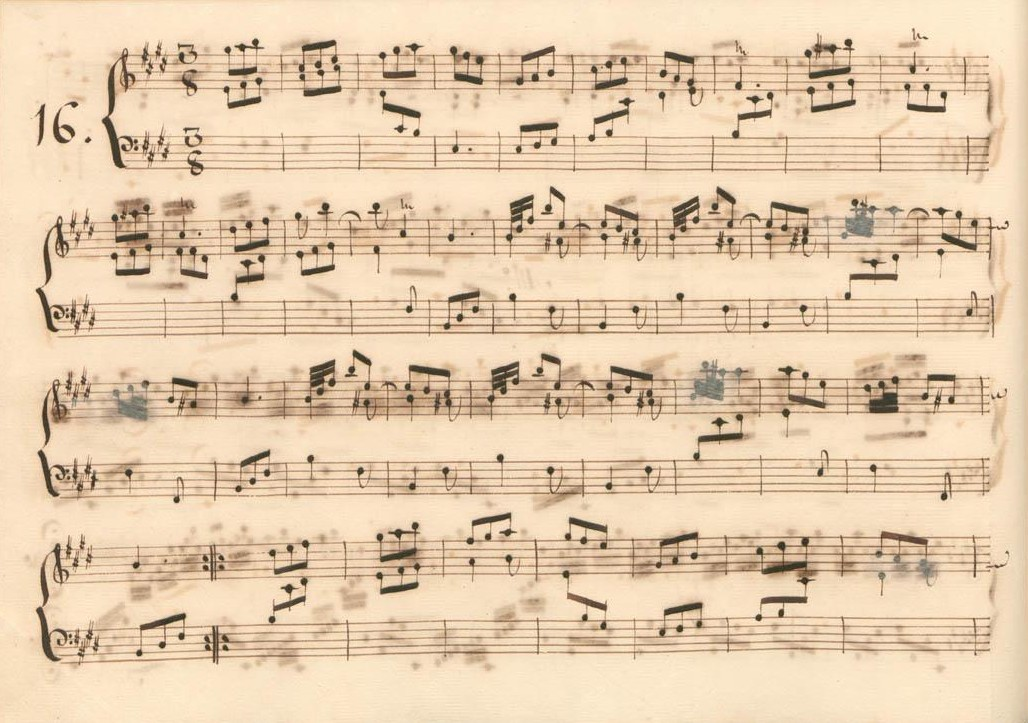
Parme I 16.
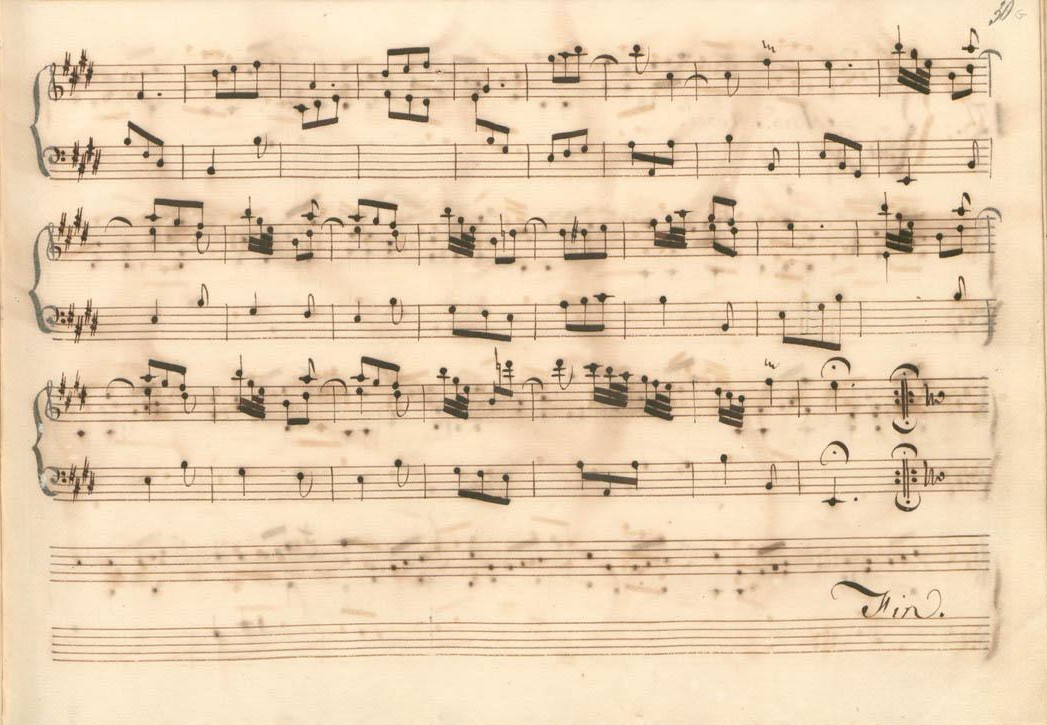
Parme I 16 (fin de la première section et début de la seconde).
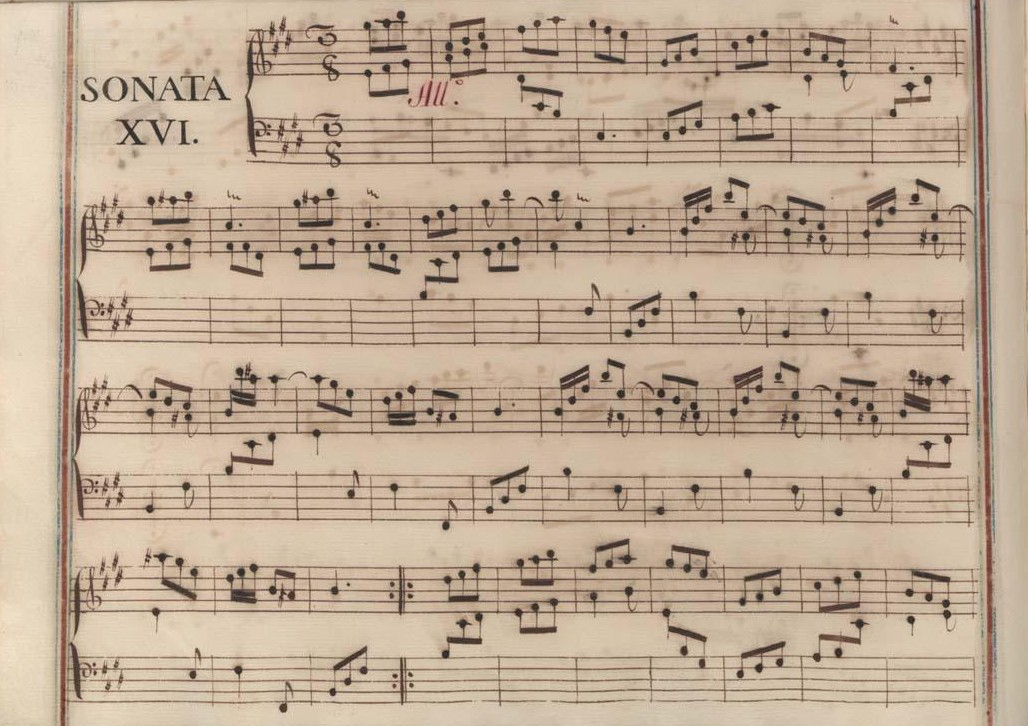
Venise I 16.
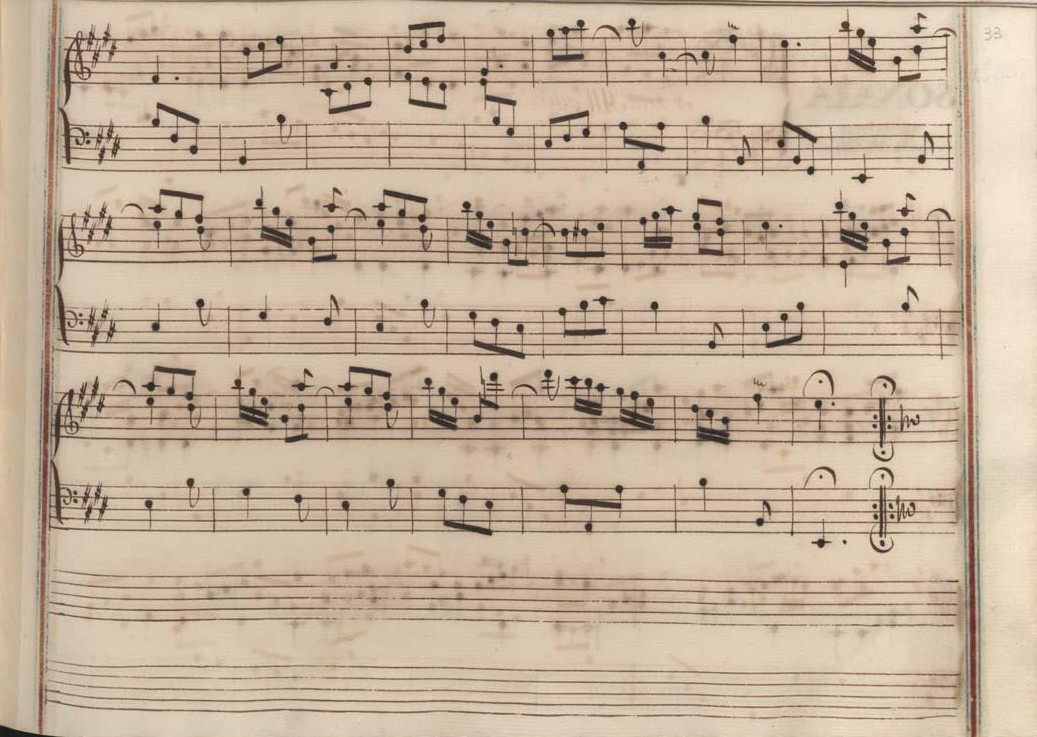
Venise I 16 (fin de la sonate).

## Interprètes
La sonate K. 163 est défendue au piano, notamment par Gerda Struhal (2007, Naxos, vol. 12), Carlo Grante (2009, Music & Arts, vol. 1) ; au clavecin, elle est jouée par Scott Ross (1985, Erato), Richard Lester (2001, Nimbus, vol. 1) et Pieter-Jan Belder (Brilliant Classics, vol. 4).

## Sources
: document utilisé comme source pour la rédaction de cet article.
- Ralph Kirkpatrick (trad. de l'anglais par Dennis Collins), Domenico Scarlatti, Paris, Lattès, coll. « Musique et Musiciens », 1982 (1re éd. 1953 (en)), 493 p. (ISBN 978-2-7096-0118-4, OCLC 954954205, BNF 34689181).
- Alain de Chambure, « Domenico Scarlatti, Intégrale des sonates — Scott Ross », Erato/Éditions Costallat (2564-62092-2 (livret : 2292-45309-2)), 1985 (OCLC 891183737) .